# Brian Simmons
(en) Statistiques sur pro-football-reference
Brian Eugene Simmons (né le 21 juin 1975 à New Bern) est un joueur américain de football américain, évoluant au poste de linebacker.

## Enfance
Simmons étudie à la New Bern High School où il intègre les équipes de football américain, basket-ball, baseball et athlétisme des Bears de New Bern.

## Carrière

### Université
Il intègre l'université de Caroline du Nord à Chapel Hill en 1994 et commence à jouer dans l'équipe de football américain des Tar Heels. Lors de sa dernière année universitaire, il est nommé dans l'équipe All-American de la saison 1997 et s'impose comme un des meilleurs joueurs universitaire. 

### Professionnel
Brian Simmons est sélectionné au premier tour du draft de la NFL de 1998 par les Bengals de Cincinnati au dix-huitième choix. Il est positionné comme titulaire lors de son année de rookie et conserve ce poste en 1999. Le 6 décembre 1998, il intercepte une passe de Doug Flutie, contre les Bills de Buffalo, interceptant la première passe de sa carrière. En 2000, il manque la quasi-totalité de la saison, ne jouant qu'un seul match, du fait d'une blessure. 
Il revient en 2001 et marque le premier touchdown de sa carrière en retournant un fumble. Il reste pendant de nombreuses saisons comme linebacker titulaire. En 2006, il joue moins de match comme titulaire et est résilié dès la saison achevée, le 24 février 2007.
Le 6 mars 2007, il signe avec les Saints de La Nouvelle-Orléans mais est relégué à un poste de linebacker remplaçant. Après l'arrivée de Jonathan Vilma, lors de la off-season 2008, Simmons est résilié le 1er mars 2008.

## Palmarès
- Équipe All-American 1997